# Ruger Super Redhawk
Super Redhawk é a designação de uma linha de revólveres magnum de ação dupla fabricados pela Sturm, Ruger & Co., Inc. a partir de 1987, quando a Ruger começou a fabricar armas usando cartuchos maiores e mais poderosos, como o .44 Magnum, o .454 Casull, o .480 Ruger, e o 10mm Auto.

## Introdução
O Super Redhawk foi introduzido no final de 1987, em .44 Magnum com comprimentos de cano de 7,5 e 9,5 polegadas. O produto final usou o mesmo design de gatilho e os mesmos painéis de aderência que o .357 Magnum GP100, mas tinha uma estrutura maior e mais forte com bases de escopo integradas. O Super Redhawk recebeu críticas positivas, superando ofertas semelhantes da Smith & Wesson em precisão e preço.
O Super Redhawk estava disponível apenas em aço inoxidável com vários acabamentos. O acabamento padrão é de aço escovado, com aparência semi-brilhante. Também foram oferecidas versões polidas e com alto brilho, embora essa opção não esteja disponível no momento. São incluídos anéis de luneta de uma polegada de aço inoxidável, usando o bloqueio Ruger padrão comum a todas as bases integrais da Ruger. Esses anéis permitem facilmente remover a mira da pistola, sem alterar significativamente o alívio dos olhos, uma vez que a mira é reinstalada. O Super Redhawk usa anéis dianteiro e traseiro diferentes, sendo o anel traseiro mais curto que o anel frontal devido a diferenças na altura do quadro. Os rifles Ruger Modelo 77 de ação por ferrolho também usam um anel mais alto na parte traseira do que na frente.
Apesar dos planos de abandonar o revólver Ruger Redhawk com a introdução do Super Redhawk, o Redhawk original (com o problema de lubrificante da estria do cano corrigido) permanece em produção a partir de 2020. Muitos atiradores preferem as linhas mais clássicas do Redhawk, especialmente aqueles que não planejam usar uma mira. O Redhawk também está disponível com diferentes comprimentos de cano, 4, 5.5 e 7.5 polegadas.
Versões do Super Redhawk com canos de 20 polegadas foram produzidas para o mercado do Reino Unido com números de série nas faixas 551-5xxxx e 551-7xxxx. Os números dos modelos foram KSRH-21-357 (0,357 Magnum) e KSRH-21 (0,44 Magnum). No total, 200 foram divididos igualmente entre 0,335 e 0,44 para os importadores. A grande maioria teve seu comprimento reduzido para os tiros de competição e apenas um pequeno punhado permanece na versão original de cano longo.

## Variantes
A linha Super Redhawk, apresenta modelos com variações no comprimento do cano:
- Com cano de 7 ½ polegadas, temos: o 5501, o 5505, o 5507, o 5520 e o 5522
- Com cano de 9 ½ polegadas, temos o 5502
- Com cano de 5 polegadas, temos o 5517

### 44 Rem Mag
Este foi o calibre original da linha, estando presente nos modelos: 5501, 5502 e 5520.

### 10mm Auto
Uma versão do Super Redhawk para o cartucho 10mm Auto, (modelo 5522) está disponível a partir de 2018. Possui cano 7,5 polegadas (191 milímetros) e usa clipes em forma de "lua cheia" para ejetar os cartuchos do cilindro. Os cartuchos podem ser inseridos e disparados sem os clipes, mas exigirão a ejeção manual com algum tipo de haste.

### .454 Casull
Introduzido em 1997, o Super Redhawk para o cartucho .454 Casull, (modelos 5505 e 5517) foi o primeiro revólver de seis tiros desse calibre. O cilindro da Freedom Arms e várias outras conversões suportam apenas 5 tiros. Para lidar com as pressões extremas do .454 Casull sem alterar o design do cilindro, a Ruger usou uma liga diferente, usando um tratamento térmico para aumentar sua resistência. O material do quadro é igual ao Super Redhawks padrão, mas o quadro e o cilindro são coloridos de maneira diferente pelo uso de um acabamento em cinza alvo produzido pela vibração das peças junto com uma mídia de polimento especial.
O modelo .454 Casull está na verdade marcado como ".454 Casull/.45 Colt" e é capaz de disparar os cartuchos .45 Colt, um pouco mais curtos. O .45 Colt é menos potente para disparar, sem a forte explosão no cano e recuo do .454 Casull. A opção de usar o .45 Colt expande a versatilidade, reduz o custo do disparo e o desgaste.

### .480 Ruger
O ano de 2003 viu o lançamento do primeiro cartucho da Ruger, o .480 Ruger, (modelo 5507) desenvolvido para o Super Redhawk. O modelo ".480 Ruger" é construído sobre o mesmo chassi que o modelo ".454 Casull" e foi introduzido como um modelo de seis tiros. Enquanto o .480 Ruger não está carregado com as pressões tão altas do .454 Casull, o diâmetro maior (calibre .475, 12 mm) permite o uso de balas mais pesadas que o .454 Casull, tornando-o uma boa opção para revólver de caça. O .480 Ruger opera em pressões muito mais baixas do que o .454 Casull, tornando-o mais confortável para o atirador.
O projétil Hornady 325 gr JHP .480 Ruger padrão pode produzir uma velocidade de saída de 405 m/s (1350 ft/s) e gera um terço a mais de energia do que o cartucho Magnum .44 padrão, com substancialmente menos recuo do que outros cartuchos grandes para caça com armas curtas. A bala grande e pesada ainda oferece excelente penetração para a caça de grandes animais. Embora a energia de saída do cano esteja abaixo do .454 Casull (os números de energia não são os únicos ou o melhor método para comparar a eficácia da bala, pois o calibre e a construção da bala não são levados em consideração), o calibre .480 Ruger maior e a seleção mais pesada da bala , oferece valores de "Taylor Knock-out" (TKO) iguais ou melhores que as cargas .454 tradicionais. Isso ocorre com menos recuo, concussão e explosão na boca do cano, devido às suas pressões operacionais mais baixas.

## Redesign do modelo
Em 2007, a Ruger interrompeu temporariamente a produção dos modelos .480 Ruger devido a problemas de extração de cartuchos deflagrados e à demanda popular. Os problemas de extração de cartuchos deflagrados foram causados por indivíduos carregando cartuchos com pressões maiores do que as recomendadas para o cartucho 480 Ruger. Depois de analisar o problema, a Ruger decidiu começar a equipar os modelos .480 Ruger com cilindros de 5 tiros, em vez dos cilindros de 6 tiros originais. Com este lançamento, a Ruger também mudou para empunhaduras "Monogrip" da Hogue. Após um período de um par de anos fora da linha de produção, a Ruger reintroduziu o modelo .480 Ruger, novamente com a configuração original de 6 tiros, a partir de janeiro de 2013. Assim como os atuais versões do .454 Casull e do .44 Magnum, agora também possui um acabamento de aço inoxidável acetinado "convencional", junto com os "Monogrips" da Hogue.

## Super Redhawk Alaskan
O Super Redhawk  Alaskan ou simplesmente Ruger Alaskan, introduzido em 2005, é o primeiro revólver de cano curto e grosso calibre da Ruger, concebido pelo presidente da Ruger Steve Sanetti e destinado à defesa contra animais grandes e perigosos. O Colt .45 pode ser uma alternativa para uso contra atacantes humanos devido ao fato de não possuir capacidade de penetração tão forte como a do .454 Casull. O cano de 2 + 1/2 polegada no Alaskan termina no final do quadro, e as bases do osciloscópio são omitidas. A vista frontal intercambiável é substituída por uma vista de rampa de fixação, mas a vista traseira ajustável é mantida. O Alaskan está disponível em .44 Magnum, .454 Casull / .45 Colt e .480 Ruger, com o modelo .480 originalmente de seis tiros, substituído em 2008 por um modelo de cinco tiros para ajudar na extração de cartuchos gastos. Todos os alasquianos apresentam um acabamento em aço inoxidável escovado e uma alça de borracha para dedo Hogue Tamer, em vez do estilo GP100 padrão. As versões .454 e .480 têm um cilindro não canelado, enquanto o .44 Magnum possui um cilindro canelado.
A vantagem de um cano tão curto é que ele pode ser retirado rapidamente de um coldre no peito, que normalmente fica fora do caminho ao realizar atividades ao ar livre, como pesca, caminhadas etc. No entanto, a principal desvantagem do uso de um cano tão curto com um cartucho de alta potência é a perda de energia cinética do projétil na saida do cano. O cartucho ".454 Casull Hornady XTP" de fábrica, é avaliado pelo fabricante gerando 1650 ft/s em um cano de 7 ½ polegadas. O Ruger Super Redhawk Alaskan sacrifica cerca de 300 ft/s com seu cano de 2 ½ polegadas.
Em agosto de 2009, Greg Brush, de Soldotna, no Alasca, passeava com seu cachorro quando um urso marrom do Alasca o atacou. Sacando seu Super Redhawk Alaskan em .454 Casull enquanto recuava rapidamente, ele disparou três tiros em rápida sucessão no urso; seguido por um quarto e último tiro. O quinto ele não conseguiu efetuar devido a uma falha de munição que interferia na rotação do cilindro. O animal foi parado a 10 pés (3,0 m) além da posição inicial original de Brush.

## Variantes Alaskan
A linha Super Redhawk Alaskan, apresenta todos os modelos com cano de 2 ½ polegadas, variando apenas nos caruchos utilizados:
- Para o cartucho .454 Casull, o modelo 5301
- Para o cartucho .480 Ruger, o modelo 5302
- Para o cartucho .44 Magnum, o modelo 5303

## Na cultura popular
O Super Redhawk, apareceu em uma ampla gama de filmes. Entre os de maior destaque está o "Men in Black" (1997), onde um motorista de caminhão guincho interpretado por Peter Linari confronta o alien com um Ruger Super Redhawk modelo 5502 com cano de 9,5 polegadas e se dá mal.
O Super Redhawk, apareceu também algumas vezes no filme "Ca$h" (2008), muito provavelmente uma versão customizada de cano curto do Super Redhawk padrão.
Quanto ao Ruger Alaskan, ele chamou muita atenção no filme Faster (2010), onde o personagem "Driver" interpretado por Dwayne Johnson o utiliza durante todo o filme para concretizar sua vingança.